# Muralla de Valls
La Muralla de Valls és un monument del municipi de Valls (Alt Camp) declarat bé cultural d'interès nacional.

## Descripció
Es tracta de la resta de la muralla defensiva que envoltava la primitiva Vila de Valls. Dona nom al carrer on es troba i correspon a l'antic pas interior de ronda de la muralla. El material emprat en la construcció és de pedra petita i treballada amb argamassa. L'aparell és irregular.

## Història
Les muralles de la Vila de Valls foren bastides en el segle xiv per ordre de l'arquebisbe de Tarragona, en una operació que abastava gairebé tots els pobles del Camp. El clos de les muralles agafava, a partir del Castell, entre el Portal del Castell i Sant Roc i continuava per la baixada de l'Església fins al Portal de Sant Antoni (construït el 1380), seguia fins al Portal Nou (1374) i el carrer del Carme (1371) on hi havia el portal d'aquest nom; d'allí fins a Sant Francesc, on hi havia el portal d'En Llobets (1375), i continuava fins al Castell. En l'actualitat només en resta un fragment al carrer del Mur.
La jurisdicció de la vila esdevingué ab indiviso entre el rei i l'arquebisbe de Tarragona. La divisió fou causa de refrecs en diverses ocasions. Hi ha notícies de les rendes que vers el 1315 gaudia el monarca sobre la comuna de Valls. Fou representada des de mitjan segle xiii i fins finals del XIV, la senyoria comuna de Valls fou representada per quatre batlles. El 1314 es tornaren a edificar els murs de la població.